# Justice naturelle
La justice naturelle, ou l'équité, est une théorie en philosophie du droit dont l'étude est la recherche de normes procédurales donnant droit à un procès juste et un traitement équitable pour chacune des parties en cause. L'analyse est essentiellement fondée sur les principes philosophiques et pratiques de la loi de la nature (en latin, jus naturale), laquelle constitue le fondement juridique des ressorts de common law.
Les deux principes fondamentaux de la justice naturelle sont :
1. L'impartialité, où nulle partie ne peut se faire justice à elle-même (Nemo judex in causa sua), s'opposant ainsi aux situations de biais cognitif et de conflit d'intérêts ;
2. Le droit d'être entendu, où une partie a le droit de se défendre contre les éléments de preuves déposés contre elle à son encontre (Audi alteram partem), s'opposant ainsi à la contumace.

## Principes collatéraux
En droit romain, certains principes juridiques sont naturellement inhérents à tout être humain et donc, de cette universalité, ils devraient être appliqués à tous sans l'intervention d'une autorité législative. La justice naturelle s'appuie alors sur les principes de la bonne foi, de l'habeas corpus et de la réciprocité.
En plus des principes fondamentaux, le concept inclut, entre autres, les notions suivantes :
- Apparence de justice ;
- Argumentation et contre-argumentation ;
- Considération des circonstances aggravantes et atténuantes ;
- Considération de seuls les éléments pertinents ;
- Déclaration d'intérêts ;
- Information sur les droits d'un individu en cas d'arrestation ;
- Préavis raisonnable ;
- Etc.

## En droit canadien
L'article 7 de la Charte canadienne des droits et libertés renvoie au concept de « justice fondamentale », un quasi-synonyme de justice naturelle, afin de protéger trois droits : le droit à la vie, le droit à la liberté et le droit à la sécurité de sa personne. Il n'est possible de violer ces droits que lorsque la mesure est en conformité avec les principes de justice fondamentale